# Chalk Hill AVA
The Chalk Hill AVA (anerkannt seit dem 21. Oktober 1983) ist ein Weinbaugebiet im US-Bundesstaat Kalifornien. Das Gebiet liegt im Verwaltungsgebiet Sonoma County und überlappt mit dem nördlichsten Teil der Russian River Valley AVA. Der Name Chalk Hill bezieht sich auf den kalkweißen Boden, der sich aus vulkanischer Asche zusammensetzt. Die weißen Rebsorten Chardonnay und Sauvignon Blanc gedeihen auf diesen Böden sehr gut. Der größte Anteil der Weinbaubetriebe der Chalk Hill AVA liegen an den westlichen Hängen der Mayacamas Mountains.